# Utcubambatapaculo
De utcubambatapaculo (Scytalopus intermedius) is een zangvogel uit de familie Rhinocryptidae (tapaculo's). De soort is in 1939 als ondersoort van Salvins tapaculo (S. unicolor) beschreven en kreeg in 2020 de soortstatus.

## Verspreiding en leefgebied
Deze soort komt voor op de oosthellingen van de Andes in het noorden van Peru. 

## Status
De utcubambatapaculo komt niet als aparte soort voor op de lijst van het IUCN, maar is daar een ondersoort van de zwarte tapaculo (S. latrans intermedius).